# El viento escribe
El viento escribe es una obra de teatro escrita por el dramaturgo Enrique Papatino. Su estreno se produjo en el Teatro Payró de la Ciudad de Buenos Aires en 2018.
La obra plantea una confrontación de ideas sobre las mentiras de la historia, la manipulación de los poderosos, la autenticidad de la fama atribuida por la posteridad, las ciencias y la filosofía, la ficción y la historia.

## Asunto
Un acaudalado profesor de la Academia Francesa colecciona cartas antiguas. Un heraldo de un viejo coleccionista le vende algunas piezas sorprendentes de figuras insignes como Juana de Arco, Corneille y hasta Bonaparte. El profesor cree entrever en el viejo material un asunto por revelar en relación con la autoría de las leyes de gravitación universal, atribuidas al inglés Newton, pero que según los documentos son antes una percepción del francés Pascal.  Es entonces cuando interviene el director de la academia, que cuestiona la veracidad de los documentos. Sobre esta base se desarrolla una intriga detectivesca que desemboca en hechos de graves consecuencias.

## Antecedentes
El asunto central está basado en un fraude sufrido por el matemático francés Michel Chasles, a manos del estafador Denis Vrain-Lucas. Papatino toma conocimiento de este episodio a partir de una referencia del cronista francés Michel De Decker. Pero, según confiesa el dramaturgo, es recién al escuchar el relato radial de su compatriota, el escritor Alejandro Dolina, cuando toma la decisión de abocarse a la creación de una obra dramática con proyecciones semánticas complatamente diversas, refundando los personajes y creando nuevos.

## Reflexiones que postula la obra
La trama visible de la obra, el tema de las cartas, esconde un asunto de proporciones que exceden su argumento, y que indagan en la eterna confrontación entre lo verdadero y lo verosímil.
Entiende Teresa Gatto que, si según Baudrillard, “simular es fingir tener aquello que no se tiene”, ninguno de los tres personajes de esta obra tiene la verdad, y todos la tienen, porque es relativa, inconsistente, inacabada y manipulable. Los tiempos modernos demuestran que una mentira bien armada puede más que la verdad más contundente y totémica del mundo. Los humanos tapamos el engaño, porque necesitamos creer, en Dios, en la literatura, en la filosofía o en nosotros mismos. ¿Qué mayor triunfo para asentarse en el propio yo que pretender tener la verdad?
Por eso, para Azucena Esther Joffe, en el relato quedan trazos silenciosos que configuran una verdad dicha a media voz, para que cada espectador pueda hurgar en su memoria personal y también en la memoria colectiva.
A su vez, Perla Zayas de Lima, sostiene que:

El dramaturgo logra una perfecta imbricación de esta variedad de temas y descubre sus recíprocas implicancias soslayando así toda posible dispersión. Conocedor de universo científico y literario de Inglaterra y de Francia, selecciona las figuras de Newton y de Pascal para reflexionar los temas antes mencionados y generar preguntas inquietantes a los receptores actuales sobre quiénes deben atribuirse la paternidad de los descubrimientos sobre las diferencias (o no) entre lo verdadero y lo falso, y sobre la confusión entre lo verdadero y lo verosímil.

## Título de la obra
El título hace referencia a uno de los siete monólogos de Segismundo en La vida es sueño de Pedro Calderón de la Barca, en alusión al mundo oculto y veraz del protagonista, y a su fugaz paso por una falsa realidad construida a su medida.

## Edición
El viento escribe fue editada en 2017 por Eudeba, como parte del volumen Teatro Dos, segundo tomo de la antología que la editorial universitaria realizó de las obras de Enrique Papatino hasta 2017.
Una segunda edición no venial de la obra se llevó a cabo por Ñaque Editora en Madrid en 2023.

## Estreno
La escritura de El viento escribe está fechada en 2014. Su estreno se produjo cuatro años después, el 7 de septiembre de 2018, en el Teatro Payró de la Ciudad de Buenos Aires, con dirección  de Enrique Dacal, y con sus personajes encarnados por Marcelo Nacci (profesor), Victor Hugo Vieyra (director) y Manuel Longueira (heraldo).
En 2023 la obra fue llevada a escena en la Sala Berlanga de Madrid, con dirección de Antonio Castro Guijosa, en el marco del encuentro "Interautor" entre SGAE y Argentores. 

## Premios
El autor obtuvo por esta obra los siguientes galardones:
- Premio Anual a la Labor Teatral Trinidad Guevara,[9] otorgado por el Ministerio de Cultura de la Ciudad de Buenos Aires.
- Premio Argentores 2018, obra original para adultos, otorgado por la Sociedad General de Autores de la Argentina
- Premio INTERAUTOR, otorgado por SGAE y Argentores,[10] quienes seleccionaron la obra para ser representada en Madrid en 2023.